# Nupserha punctigera
Nupserha punctigera är en skalbaggsart som först beskrevs av Francis Polkinghorne Pascoe 1867.  Nupserha punctigera ingår i släktet Nupserha och familjen långhorningar.
Artens utbredningsområde är Sarawak. Inga underarter finns listade i Catalogue of Life.